# Sacrifice (песня The Weeknd)
«Sacrifice» (с англ. — «Жертва») — песня, записанная канадским певцом Уикндом (Э́йбел Тесфайе). Она вышла 7 января 2022 в качестве второго сингла с пятого студийного альбома Dawn FM (2022).
Песня была написана и спродюсирована Уикндом, Максом Мартином, Оскаром Холтером, Карлом Нордстремом, Кевином Дуэйном Маккордом и трио Swedish House Mafia. Эта песня стала вторым совместным синглом Уикнда и Swedish House Mafia с момента возвращения группы после перерыва, произошедшего после выхода в 2021 году сингла «Moth to a Flame».
В США песня вышла 11 января 2022 года на радио contemporary hit radio через лейблы XO и Republic Records.

## История
The Weeknd впервые представил трек в виде фрагмента, включенного в конец клипа на лид-сингл Dawn FM «Take My Breath», который вышел 6 августа 2021 года. Название песни было раскрыто 5 января 2022 года, когда Тесфайе опубликовал трек-лист нового альбома. Ещё один фрагмент трека был представлен 6 января 2022 года в тизере, опубликованном артистом в социальных сетях. Затем песня начала поступать в эфир американских радиостанций в первые часы после релиза и заняла первое место в плейлистах Spotify «Today’s Top Hits» и Apple Music «Today’s Hits» после официального выхода сингла и его родительского альбома.

## Композиция
Песня «Sacrifice» была описана музыкальными критиками как диско-фанк трек, в котором он поёт о своём гедонистическом образе жизни. Песня длится три минуты и девять секунд и сэмплирует трек американской певицы Алисии Майерс 1981 года «I Want to Thank You».

## Отзывы
Критики отметили песню «Sacrifice» как выделяющийся трек альбома, подчеркнув вокал и продюсирование Weeknd. Манкапрр Контех из журнала Rolling Stone сравнил исполнение Тесфайе в песне с исполнением Майкла Джексона в его хит-синглах «Wanna Be Startin’ Somethin’» и «Don’t Stop ’til You Get Enough», подчеркнув схожее звучание вокальных мелодий и гитарных рифов.

## Музыкальное видео
Аудио-версия песни была загружена утром 7 января 2022 года на канал YouTube. Официальное музыкальное видео «Sacrifice» снял Cliqua, премьера клипа прошла в 23.00 московского времени 7 января.
Клип начинается с того, что Weeknd в оцепенении и замешательстве идёт к теоретическому свету в конце туннеля, в то время как звучит фрагмент заглавной композиции Dawn FM с канадским актером Джимом Керри. Затем он просыпается, запыхавшись после событий, произошедших в клипе «Take My Breath», и его тащит группа людей какого-то культа в капюшоне к устройству, напоминающему колесо. Затем демонстрируется ряд психоделических визуальных образов и танцевальных постановок, чередующихся со сценами, где он поёт в микрофон, держа стойку металлическими перчатками, на руках которых, как выясняется позже, были ужасные шрамы. В конце танцоры расходятся, и Weeknd покидает устройство, а затем падает в затухающем кадре.

## Участники записи
- The Weeknd — автор, вокал, продюсер
- Макс Мартин — автор, продюсер, клавишные
- Oscar Holter — автор, продюсер, клавишные, программинг
- Аксель Хедфорс — автор, продюсер
- Стив Анжелло — автор, продюсер
- Себастьян Ингроссо — автор, продюсер
- Сербан Генеа — сведение, студийный персонал
- Дэйв Кутч — мастеринг, персонал студии

## Чарты и сертификация

### Еженедельные чарты
| Чарт (2022)                            | Высшая позиция |
| -------------------------------------- | -------------- |
| Австралия (ARIA)                       | 9              |
| Австралия (Hip-Hop/R&B Singles, ARIA)  | 2              |
| Австрия (Ö3 Austria Top 40)            | 27             |
| Бельгия/Фландрия (Ultratop 50)         | 17             |
| Бельгия/Валлония (Ultratop 50)         | 19             |
| Канада (Canadian Hot 100)              | 9              |
| Канада (Billboard AC Airplay)          | 14             |
| Канада (Billboard CHR/Top 40)          | 11             |
| Канада (Billboard Hot AC)              | 15             |
| Чехия (Singles Digitál Top 100)        | 27             |
| Дания (Tracklisten)                    | 12             |
| Финляндия (Suomen virallinen lista)    | 7              |
| Франция (SNEP)                         | 21             |
| Германия (GfK)                         | 27             |
| Мир (Billboard Global 200)             | 2              |
| Греция (IFPI)                          | 1              |
| Венгрия (Single Top 40)                | 19             |
| Венгрия (Stream Top 40)                | 20             |
| Исландия (Plötutíðindi)                | 5              |
| Индия (IMI)                            | 7              |
| Ирландия (IRMA)                        | 5              |
| Италия (FIMI)                          | 38             |
| Япония (Billboard Japan)               | 2              |
| Латвия (LAIPA)                         | 36             |
| Литва (AGATA)                          | 3              |
| Нидерланды (Dutch Top 40)              | 19             |
| Нидерланды (Single Top 100)            | 15             |
| Новая Зеландия (Recorded Music NZ)     | 22             |
| Норвегия (VG-lista)                    | 7              |
| Сингапур (RIAS)                        | 15             |
| Словакия (Singles Digitál Top 100)     | 9              |
| Испания (PROMUSICAE)                   | 68             |
| Швеция (Sverigetopplistan)             | 5              |
| Швейцария (Schweizer Hitparade)        | 13             |
| Великобритания (UK Singles Chart)      | 10             |
| Великобритания (UK R&B Chart)          | 4              |
| США (Billboard Hot 100)                | 11             |
| США (Billboard Adult Top 40)           | 18             |
| США (Billboard Dance/Mix Show Airplay) | 33             |
| США (Billboard Hot R&B/Hip-Hop Songs)  | 3              |
| США (Billboard Mainstream Top 40)      | 16             |
| США (Billboard Rhythmic)               | 17             |

## История релиза
| Страна | Дата           | Формат                     | Лейбл       | Ссылка |
| ------ | -------------- | -------------------------- | ----------- | ------ |
| Мир    | 7 января 2021  | Цифровые загрузки стриминг | XO Republic | [ 64 ] |
| США    | 11 января 2022 | Contemporary hit radio     | XO Republic | [ 3 ]  |